# والتر بک (ژیمناست)
والتر بک (انگلیسی: Walter Beck؛ زادهٔ ۲۰ نوامبر ۱۹۰۷ - درگذشت نامشخص) ژیمناست هنری اهل سوئیس بود.
وی در مسابقات کشوری و بین‌المللی در مجموع برندهٔ ۱ مدال نقره شده‌است.